# 豐博尼
豐博尼是非洲島國科摩羅的城市，也是莫埃利島的首府，位於該島北岸，遠眺大科摩羅島和昂儒昂島，市內有機場設施，2008年人口16,041，是全國第三大城市。